# 세스 로건
세스 에런 로건(영어: Seth Aaron Rogen, 1982년 4월 15일 ~ )은 캐나다의 배우이자, 영화 제작자, 영화 감독, 각본가이다.
사회주의자 부모 밑에서 태어나, 13살 때부터 클럽에서 자기 이름을 걸고 코미디 쇼를 진행할 만큼 희극적 재능이 뛰어났다. 16세 때 저드 애퍼토의 눈에 들어 로스앤젤레스로 갔고, 이후로 친구 에번 골드버그와 함께 다양한 코미디 영화를 만들고 있다.

## 출연 작품
- 쿵푸 팬더 - 맨티스 (사마귀) 목소리 출연
- 쿵푸 팬더 2 - 맨티스 (사마귀) 목소리 출연
- 쿵푸 팬더 3 - 맨티스 (사마귀) 목소리 출연
- 쿵푸팬더 4 - 맨티스 (사마귀) 목소리 출연
- 라이크 파더
- 라이온 킹 - 품바 역
- 롱 샷 - 프레드 플라스키 역 (제작, 주연)
- 슈퍼 마리오 브라더스 - 동키 콩 역
- 닌자터틀: 뮤턴트 대소동 - 비밥 역
- 덤 머니 - 게이브 플롯킨 역
- 무파사: 라이온 킹 - 품바 역 (목소리)

## 제작
- 블로커스